# (249530) Ericrice
(249530) Ericrice est un astéroïde de la ceinture principale.

## Description
(249530) Ericrice est un astéroïde de la ceinture principale. Il fut découvert le 14 avril 2010 aux États-Unis par le programme WISE. Il présente une orbite caractérisée par un demi-grand axe de 2,37 UA, une excentricité de 0,23 et une inclinaison de 6,2° par rapport à l'écliptique.

## Compléments